# Любимовка (Днепровский район)
Люби́мовка (укр. Любимівка) — село, Любимовский сельский совет, Днепровский район, Днепропетровская область, Украина.
Код КОАТУУ — 1221484001. Население по переписи 2001 года составляло 2610 человек.
Является административным центром Любимовского сельского совета, в который, кроме того, входят сёла Перше Травня и Приднепрянское.

## Географическое положение
Село Любимовка находится на левом берегу реки Днепр, выше по течению на расстоянии в 3 км расположен город Днепр, ниже по течению на расстоянии в 4,5 км расположено село Перше Травня, на противоположном берегу — село Старые Кодаки.

## История
- У села было найдено поселение ранней бронзы (3 тыс. лет до н. э.) ямной культуры.
- Во времена Новой Сечи на месте нынешнего населенного пункта размещались зимовники и хутора запорожских казаков. После ликвидации Сечи богатые земли были розданы помещикам. Получил землю и брат екатеринославского наместника Синельникова Алексей, который в 1782 году переселил сюда из Воронежской губернии Неклесу и крепостных крестьян[3].
- Село раньше называлось Норовка, затем — Алексеевка и в 1917 году переименовано в Любимовка.

## Экономика
- ООО «Любимовка».
- Детский оздоровительный лагерь имени Олега Кошевого.

## Объекты социальной сферы
- Школа.
- Дом культуры.
- Детский сад.

## Религия
- Свято-Николаевский храм.

## Достопримечательности
- Братская могила советских воинов.

## Галерея

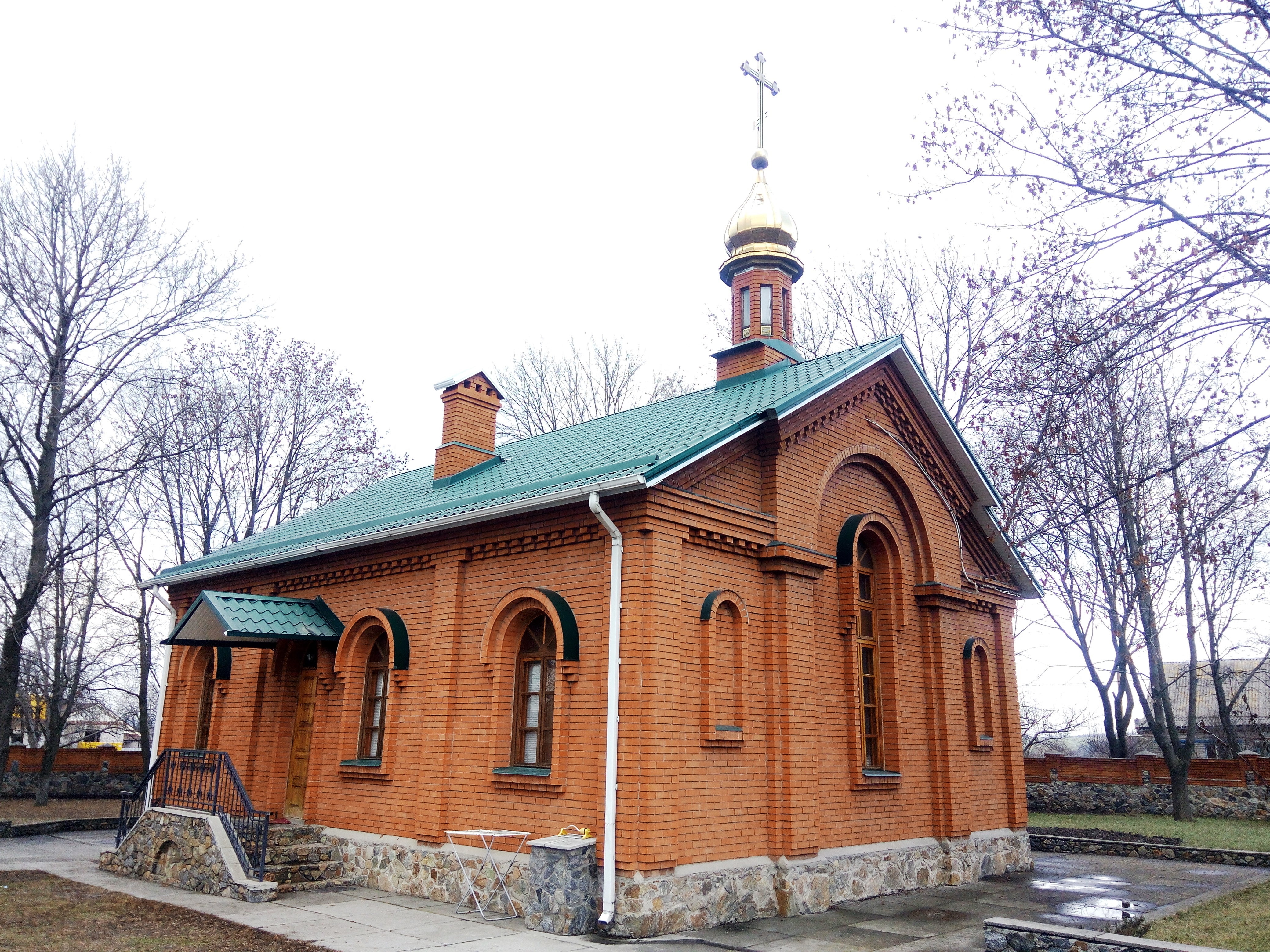
Свято-Николаевский храм
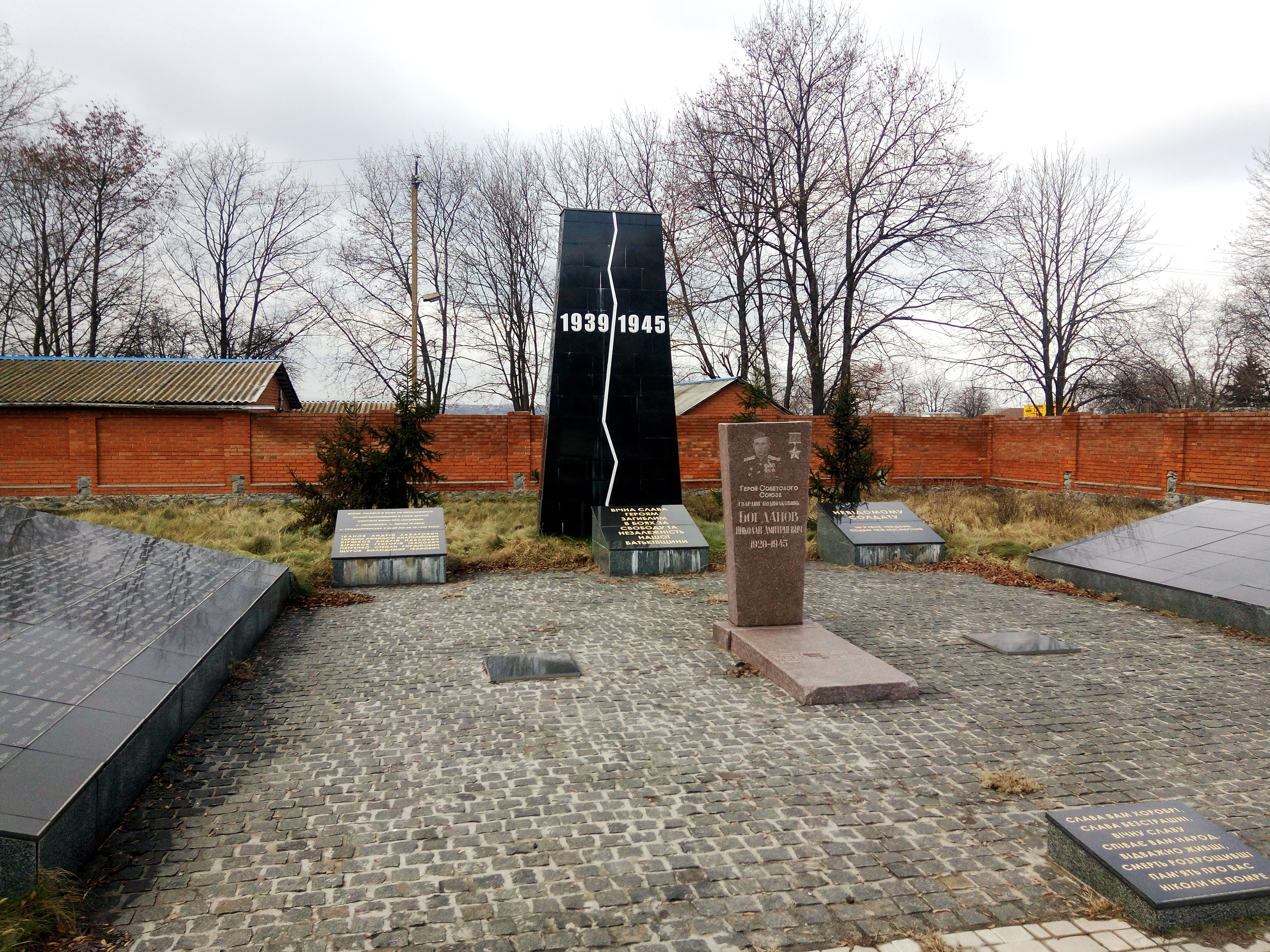
Братская могила советских воинов
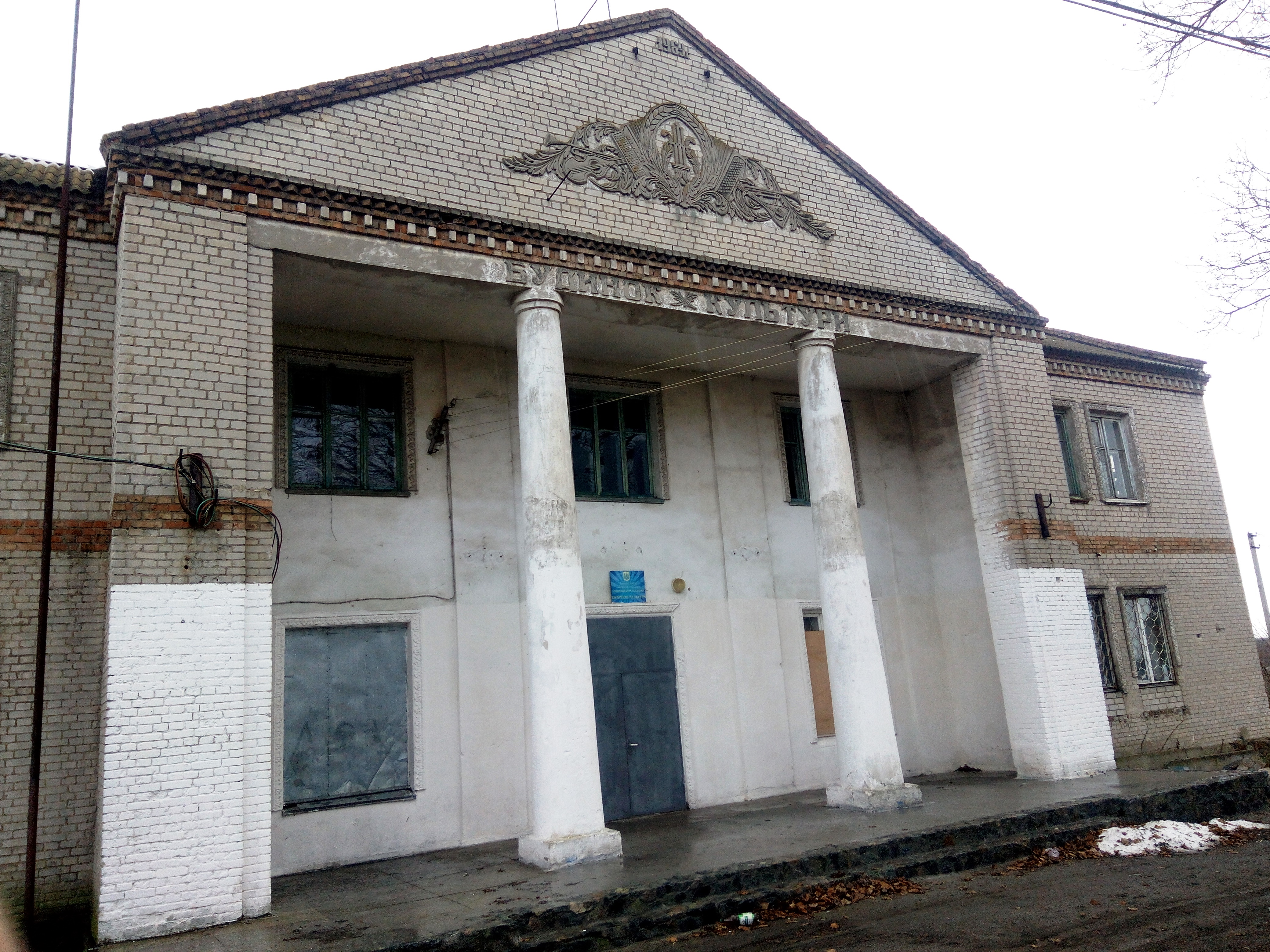
Культурно-досуговый центр
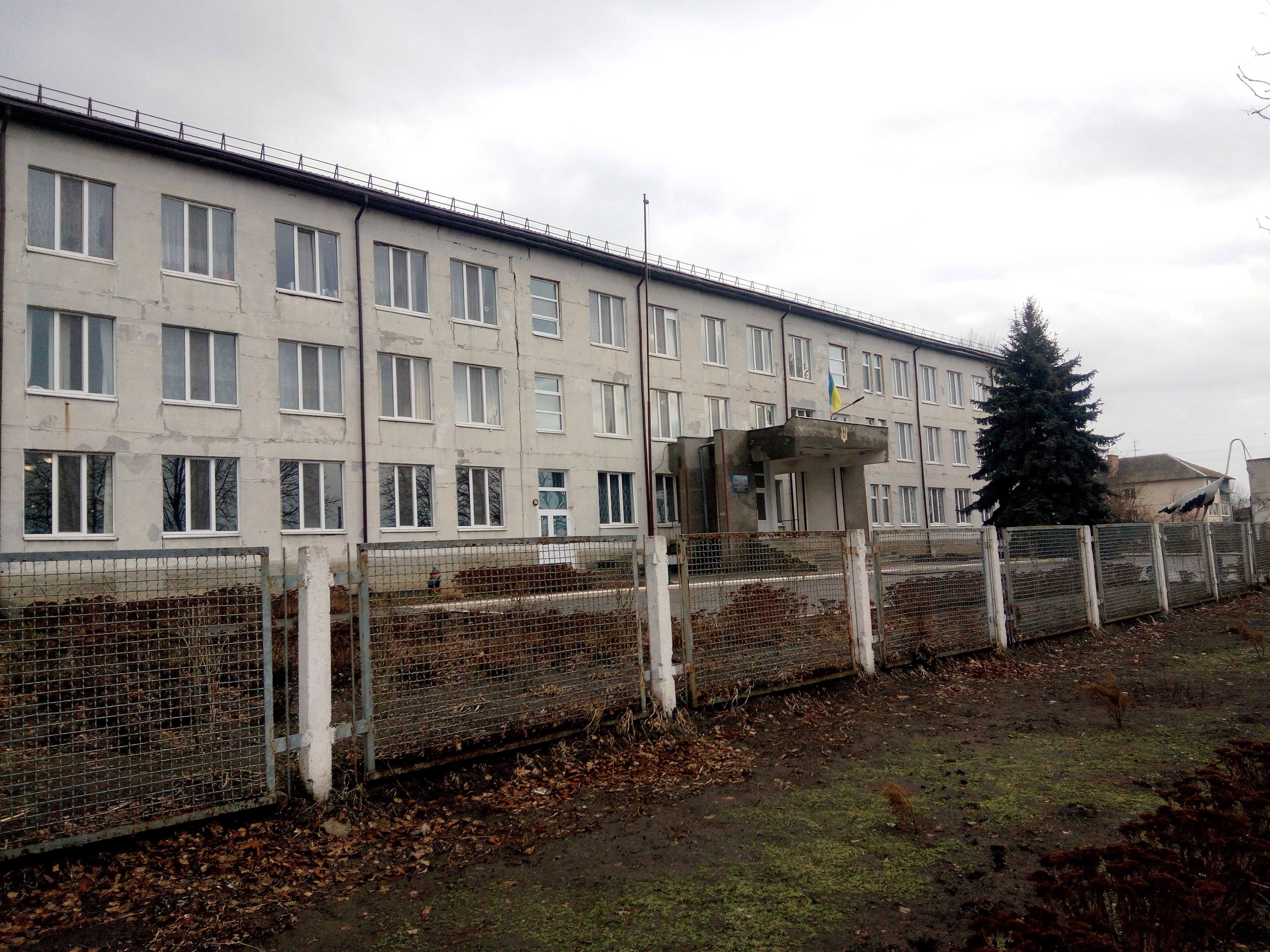
Средняя общеобразовательная школа
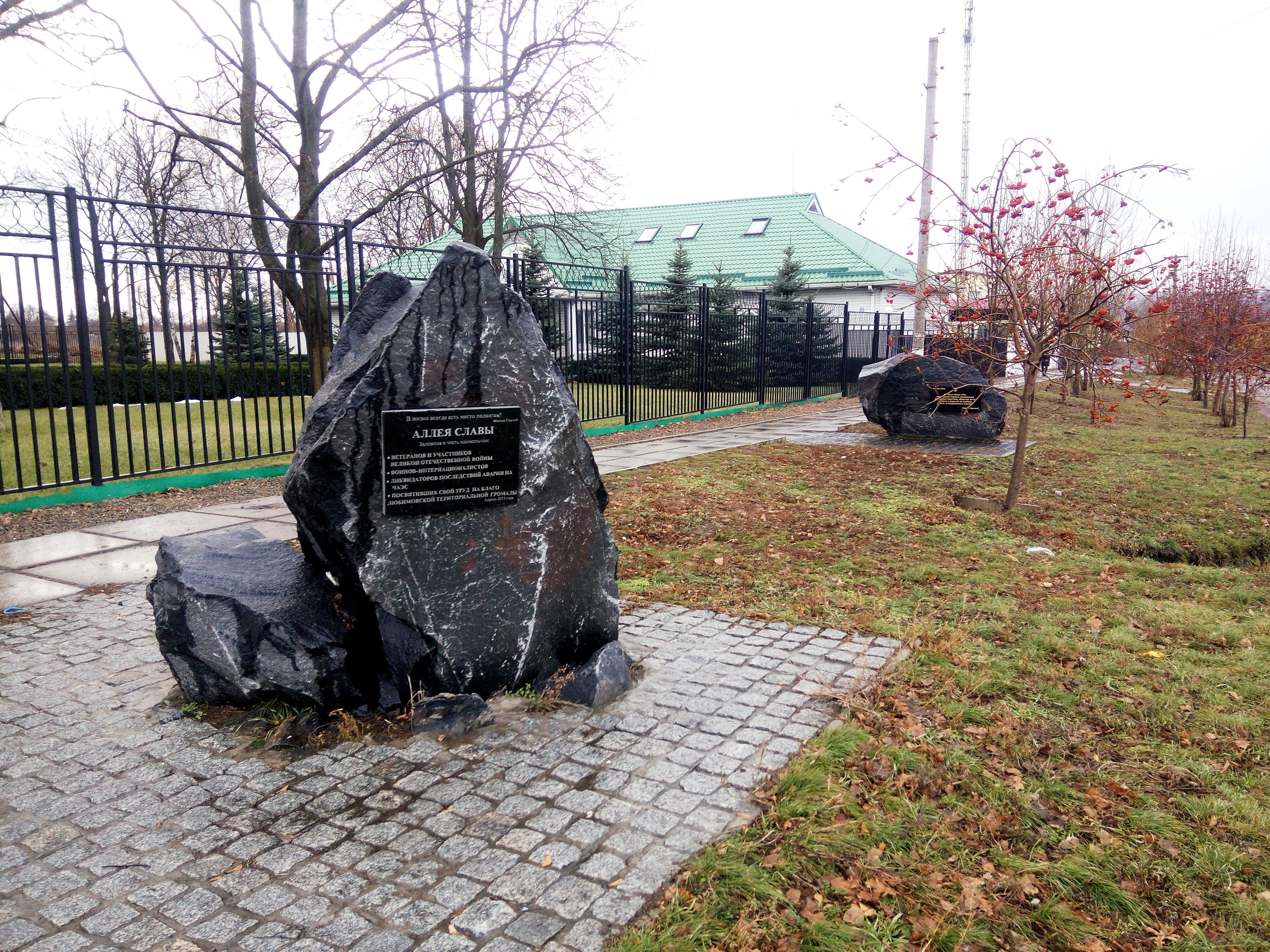
Аллея Славы